# Loën
Loën est un hameau de la commune belge de Visé située en Région wallonne dans la province de Liège. 
Avant la fusion des communes de 1977, Loën faisait partie de la commune de Lixhe.

## Situation
Loën se situe en plaine au pied de la Montagne Saint-Pierre et à l'ouest du Canal Albert et de la Meuse et entre la carrière de Loën reprise comme site de grand intérêt biologique et la zone industrielle (cimenteries) du bord du canal. La route nationale 602 passe au sud du hameau pour rejoindre la route nationale 671 Liège-Riemst. 

## Patrimoine
Située dans la campagne au sud du hameau, la ferme-château de Loën appartenait à la famille de Nivelles à partir XVIIe siècle jusqu'à la fin de l'Ancien Régime. Il s'agit d'un vaste ensemble de bâtiments, en moellons, briques et pierres calcaires comprenant une cour intérieure.
Le hameau possède plusieurs anciennes fermes.

## Activités
Loën compte une école communale située rue des Trois Fermes.